# Texian
Les Texians sont les immigrants des États-Unis ou d'autres pays, excepté le Mexique, qui devinrent les habitants des régions de Coahuila et de Tejas au Mexique, puis plus tard des texans.

## Histoire

### Établissement colonial
Différents groupes de migrants vinrent au Texas pendant plusieurs siècles. Ainsi, il y eut l'immigration espagnole du XVIIe siècle, française au XVIIIe siècle et une immigration massive d'Allemands, de Néerlandais, de Suédois, d'Irlandais, d'Écossais, et de Gallois les années précédant l'indépendance du Texas au XIXe siècle. Ainsi, le mot « texian » ne désignait pas spécifiquement les immigrants anglo-saxons mais, avant que le Texas ne devienne une nation souveraine, tous ceux qui n'étaient pas d'héritage tejano.

## Compléments